# 15563 Remsberg
A 15563 Remsberg (ideiglenes jelöléssel 2000 GG48) a Naprendszer kisbolygóövében található aszteroida. A LINEAR projekt keretében fedezték fel 2000. április 5-én.